# Norclostebol
Norclostebol (INN; tên thương hiệu Lentabol; tên mã phát triển cũ SKF-6611, CP-73) là một steroid tổng hợp androgen và đồng hóa (AAS) có nguồn gốc từ nandrolone. Nó được mô tả trong các tài liệu vào năm 1957. Norclostebol cũng được sử dụng như một ester, norclostebol acetate (tên thương hiệu Anabol 4-19).
Norclostebol là một dẫn xuất 4-chloro của testosterone. Nó hoạt động để mạnh hơn đáng kể so với testosterone tinh khiết. Nó xấp xỉ 6,6 lần đồng hóa trong khi chỉ 40% là androgenic. Điều này có thể không phải là một so sánh đặc biệt công bằng hoặc hợp lệ tuy nhiên. Sẽ phù hợp hơn khi so sánh norclostebol với testosterone propionate do sử dụng este. Trong trường hợp này, chúng khá đồng đều về tiềm năng đồng hóa ở mức 112% nhưng chỉ có 20-25% là androgenic. Trong thực tế điều này có nghĩa là norclostebol là một hợp chất đồng hóa mạnh với xu hướng tối thiểu đối với các tác dụng phụ.